# Zil-e-Huma
Zil-e-Huma (en urdu: ظلِ ہما) (Lahore, 21 de febrero de 1944 - Lahore, 16 de mayo de 2014) fue una cantante pakistaní, hija de Noor Jehan.

## Biografía
Huma nació en 1944 en Lahore, en la provincia de Panyab (Pakistán). Fue la más joven de tres hijos de la cantante Noor Jehan y el cineasta Syed Shaukat Hussain Rizvi. Cuando era una niña, sus padres se divorciaron. Su padre exigió el estudio de la familia, Shahnoor Studios a cambio de su libertad. Creció con su madre en Karachi, el canto y la música se convirtió en su pasión, pero durante su infancia, su madre se negó a permitir que ella recibiera una formación musical.
A temprana edad, se casó con un joyero, Aqeel Butt, y se dispuso a la vida matrimonial. Tuvo cuatro hijos, Mohammad Ali Butt Ahmed Ali Butt (vocalista de la banda pakistaní de rock EP), Muatafa Ali Butt y Hamza Ali Butt. Con el tiempo se divorció de su marido y decidió seguir una carrera musical. A principios de 1990, después de haber decidido hacer de la música su profesión, se inició en la educación formal en música bajo Ghulam Mohammed, Ustad de su madre. Ella dijo en una entrevista, "Aprender a esa edad no era un juego fácil pero me había hecho a la idea de mantener el aprendizaje como el aprendizaje no termina nunca".

## Muerte
Huma murió el 16 de mayo de 2014, a un hospital de Lahore a partir de la fase final de la enfermedad renal (insuficiencia renal crónica) y la diabetes mellitus; tenía 70 años.